# الجمباز في دورة الألعاب العربية 1992
دورة الألعاب العربية 1992

## النتائج الكاملة
| Event           | ذهبية                                                | فضية                                                                             | برونزية |
| --------------- | ---------------------------------------------------- | -------------------------------------------------------------------------------- | --- |
| الحركات الارضية | اسامة شوربجي (سوريا)                                 | عبد الحكيم عثماني (الجزائر)                                                      | محمد الشادلي جليد (تونس)                                                                                                 |
| حصان الحلق      | محمد عبد الرسول (الكويت)                             | رضوان بري زينو (الجزائر)                                                         | جمال كامل مطر (مصر) |
| حصان الحلق      | محمد عبد الرسول (الكويت)                             | رضوان بري زينو (الجزائر)                                                         | خضر حسن حسين (الكويت) |
| الحلق           | - اسامة شوربجي (سوريا) - عبد الحكيم عثماني (الجزائر) |                                                                                  | - احمد عبد المنعم (مصر) - نور الدين نعمو (سوريا) - عبد اللطيف مراد (الكويت) - صادق ضاهر (فلسطين) - اسامة عز الرجال (مصر) |
| حصان القفز      | علاء الدين نعمو (سوريا)                              | - عبد الحكيم عثماني (الجزائر) - اسامة عز الرجال (مصر) - محمد الشادلي جليد (تونس) | |